# Presidentvalet i Chile 1846
Presidentvalet i Chile 1846 genomfördes med ett system med elektorer, och vann gjorde Manuel Bulnes som därmed valdes om.

## Resultat
| Kandidater    | Röster | %    |
| Manuel Bulnes | 161    | 100% |
| ------------- | ------ | ---- |
| Nedlagda      | 3      |      |
| Totalt        | 164    | 100% |